# محظاريات
المحظاريات أو ذباب المنشار أو دبابير الخشب أو الزنابر ذات الذيل القرني (الاسم العلمي Siricidae)، فصيلة حشرات من عديمات الخصر ورتبة غشائيات الأجنحة.